# Oleksandr Nartov
Pour les articles homonymes, voir Nartov.
Oleksandr Nartov, né le 21 mai 1988 à Lozova, est un athlète ukrainien, spécialiste du saut en hauteur. Il mesure 1,80 m pour 62 kg.
Champion national en 2006 (dans une compétition en salle, en raison des fortes pluies), il a été Champion d'Europe junior en 2007. Meilleure marque des engagés (2,28 m) aux Championnats d'Europe espoirs d'athlétisme 2009, il remporte la médaille d'argent de la hauteur avec 2,26 m, derrière le Polonais Sylwester Bednarek.

## Meilleur résultat
- 2,30 m à Yalta le 6 juin 2008.
- en salle, 2,30 m à Moguilev en 2007

## Palmarès
- 30es European Athletics Indoor Championships 8e q 2,22 Turin 06/03/2009
- 29es Olympic Games 20e q 2,10 Pékin 17/08/2008
- 11es IAAF World Junior Championships 10e q 2,10 Pékin (Chaoyang Sport Center) 15/08/2006
- 27th SPAR European Cup Super League 6e f 2.25 Malaga 28/06/2006
- 4es IAAF World Youth Championships 2e f 2.18 Marrakech 16/07/2005
- 3es IAAF World Youth Championships 2e f 2.11 Sherbrooke 13/07/2003